# 韦江宏
韦江宏（1962年—2014年6月24日），安徽安庆人。汉族。加入中国共产党。安徽工商管理学院工商管理硕士专业毕业。全国人民代表大会安徽地区代表。

## 生平
曾任安徽铜陵有色金属集团董事长。2008年，当选全国人大代表。2013年，被选为全国人大代表。
2014年6月24日中午在铜陵五松山宾馆跳楼自杀。